# Ожехувка (Свентокшиське воєводство)
Ожехувка (пол. Orzechówka) — село в Польщі, у гміні Бодзентин Келецького повіту Свентокшиського воєводства.
Населення — 184 особи (2011).
У 1975-1998 роках село належало до Келецького воєводства.

## Демографія
Демографічна структура на день 31 березня 2011 року:
|          | Загалом | Допрацездатний вік | Працездатний вік | Постпрацездатний вік |
| -------- | ------- | ------------------ | ---------------- | -------------------- |
| Чоловіки | 93      | 20                 | 66               | 7                    |
| Жінки    | 91      | 22                 | 49               | 20                   |
| Разом    | 184     | 42                 | 115              | 27                   |